# Hacène Lalmas
Hacène Lalmas, conhecido como El Kebch (Argel, 12 de março de 1943 – 7 de julho de 2018), foi um futebolista argelino que atuava no meio campo.
Morreu em 7 de julho de 2018.